# هرتزل شافير
هرتسل شافير (بالعبرية: הרצל שפיר؛ 10 يوليو 1929 – 26 سبتمبر 2021) كان ضابطًا رفيعًا في جيش الدفاع الإسرائيلي برتبة ألوف، شغل مناصب عسكرية عليا، منها رئاسة هيئة القوى البشرية، وقيادة القيادة الجنوبية. تولّى لاحقًا منصب المفتش العام لشرطة إسرائيل.

## النشأة والخدمة العسكرية
وُلد شافير في تل أبيب سنة 1929، وهو شقيق أبراهام شخترمان، عضو الكنيست السابق عن تحالف غاحال ثم الليكود (1969–1977). درس في مدرسة "تخكيموني" الزراعية بـمكفيه يسرائيل، ثم المدرسة البحرية بـمعهد التخنيون في حيفا.
التحق بـالبالماخ عام 1947، وشارك في عمليات عدة ضمن الكتيبة الثالثة، ومنها الهجوم على قلعة النَبَل (متسودات كواح).
بعد تأسيس جيش الدفاع الإسرائيلي، أنهى شافير دورة الضباط وخدم كمُدرّب في كلية الضباط. في عام 1950، سُرّح من الخدمة النظامية، لكنه واصل خدمته في الاحتياط كقائد سرية مشاة. وعاد إلى الخدمة الدائمة عام 1951، وعُيّن ضابط عمليات في لواء احتياط، ثم ضابط عمليات للقيادة الجنوبية، وقائد سرية استطلاع.
انتقل لاحقًا إلى سلاح المدرّعات، فقاد وحدة مدرّعة، ثم أصبح ضابط عمليات السلاح. خلال حرب سيناء 1956 كان ضابط عمليات في الفرقة 77.
في عام 1959، التحق بـكلية كامبرلي للأركان التابعة للجيش البريطاني. وبعد عودته، تولّى قيادة مدرسة المدرّعات، ثم قيادة اللواء السابع، فنيابة قائد سلاح المدرّعات. درس الجغرافيا والاقتصاد في الجامعة العبرية في القدس.
قبل حرب الأيام الستة، عُيّن نائبًا لقائد الفرقة 84، وخدم بعد الحرب كرئيس أركان القيادة الوسطى. وفي عام 1969، أصبح مساعدًا لرئيس هيئة العمليات.

## المناصب العليا
في سبتمبر 1972، عُيّن رئيسًا لهيئة القوى البشرية، ونال رتبة ألوف، وشغل المنصب أثناء حرب أكتوبر. وفي عام 1974، أصبح رئيسًا لقسم الأركان العامة، ثم قائدًا للقيادة الجنوبية (إسرائيل) في 1976. في عام 1978، سافر في إجازة دراسية إلى الولايات المتحدة.

## منصب مفوض الشرطة
في 1 يناير 1980، تولّى شافير منصب المفتش العام لشرطة إسرائيل. سعى لإدخال أنظمة من الجيش لتحسين الأداء الشرطي. لكن في 31 ديسمبر من العام ذاته، أقاله وزير الداخلية يوسف بورغ بتهم تتعلق بسوء التصرف.
اتهم بورغ شافير بأنه زرع خبرًا كاذبًا في الصحافة لتسريع تحقيق ضد وزير الشؤون الدينية أهرون أبو حتسيرا، مستشهدًا بـ"أساليب غوبلز" في الإشارة إلى جوزيف غوبلز، وزير الدعاية النازيّ.
لاحقًا، أقرّ شافير بتسريب معلومات كاذبة للصحافة، لكنه أنكر بقيّة التهم.

## مهام عامة بعد التقاعد
بعد تركه الشرطة، ترأّس شافير لجانًا عامة منها:
- لجنة شافير (1992): كلّفها رئيس الأركان إيهود باراك لدراسة خفض خدمة الاحتياط وتقليل الخدمة الإلزاميّة.
- لجنة شافير للمواد الخطرة: كلّفه وزير البيئة جدعون عزرا بمراجعة استعدادات الطوارئ للمواد الخطرة.[4]

## وصلات خارجية
- صفحة شافير في موقع شرطة إسرائيل